# ويسلي كولهوف
ويسلي كولهوف (بالهولندية: Wesley Koolhof)‏ مواليد 17 أبريل 1989 في زيفينار، هولندا، هو لاعب كرة مضرب هولندي ويحتل حالياً المرتبة رقم. 1267 (8 فبراير 2016) في تصنيف رابطة محترفي كرة المضرب. أعلى تصنيف له في الفردي كان المركز الـ 462 في سنة 2013. أعلى تصنيف له في الزوجي كان المركز الـ 53 في سنة 2016.

## النهائيات

### الزوجي: 1 (الألقاب 1)
| الحصيلة | الرقم | التاريخ       | الدورة                  | الأرضية | الشريك        | المنافس                     | النتيجة                |
| ------- | ----- | ------------- | ----------------------- | ------- | ------------- | --------------------------- | ---------------------- |
| الفوز   | 1.    | 7 فبراير 2016 | صوفيا المفتوحة، بلغاريا | صلبة    | ماتوي ميدلكوب | فيليب أوزوالد عادل شاماسدين | 5–7, 7–6(11–9), [10–6] |

## روابط خارجية
- ويسلي كولهوف على موقع رابطة محترفي التنس (الإنجليزية)
- ويسلي كولهوف على موقع الاتحاد الدولي لكرة المضرب (الإنجليزية)
- ويسلي كولهوف على موقع كأس ديفيز (الإنجليزية)
- ويسلي كولهوف على موقع بطولة ويمبلدون (الإنجليزية)
- ويسلي كولهوف على موقع خلاصة التنس.كوم (الإنجليزية)
- ويسلي كولهوف على موقع إي إس بي إن.كوم (الإنجليزية)
- ويسلي كولهوف على موقع اللجنة الأولمبية الدولية (الإنجليزية)
- ويسلي كولهوف على موقع أوليمبيديا (الإنجليزية)
- ويسلي كولهوف على موقع تيم أن.أل (الهولندية)